# Kaan Hang Kan
Kaan Hang Kan (* 26. August 1980) ist ein chinesischer Straßenradrennfahrer aus Hongkong.
Kaan Hang Kan wurde 2001 in Hongkong nationaler Meister im Straßenrennen. Im folgenden Jahr konnte er seinen Meistertitel erfolgreich verteidigen. In der Saison 2008 wurde Kan Dritter beim Festival of Sport 2 und er belegte den zweiten Platz beim Hong Kong Road Race Season Opener. Im nächsten Jahr wurde er Zweiter auf der ersten Etappe der Tour of Hong Kong, gewann die zweite Etappe und belegte den zweiten Platz in der Gesamtwertung.

## Erfolge
2001
- Nationaler Meister – Straßenrennen

2002
- Nationaler Meister – Straßenrennen